# Mighty Avengers Football Club
Der Mighty Avengers Football Club ist ein Fußballverein von der Karibikinsel Dominica mit Sitz in der Stadt Roseau.

## Geschichte
Gegründet wurde der Verein 2019 in Roseau. Im Jahr 2021 spielte Mighty Avengers FC in der First Division, der zweithöchsten Spielklasse des Landes. Dort erreichte das Team mit 14 Punkten aus 7 Spielen den dritten Platz in der Gruppe und qualifizierte sich für die Aufstiegsrelegation. Im entscheidenden Match gegen All Saints FC endete das Spiel torlos 0:0 und ging ins Elfmeterschießen, das die Mighty Avengers mit 4:3 verloren, wodurch der Aufstieg verwehrt blieb.
Im Jahr 2022 nahm der Club erstmals am Patrick Johns Cup teil, dem bedeutendsten Pokalwettbewerb auf Dominica. Dort belegte Mighty Avengers FC den vierten Platz in ihrer Gruppe und schied in der Qualifikationsrunde für die Achtelfinals gegen LA Starz mit 0:3 aus. Auch 2023 gelang es dem Team erneut, sich für den Patrick Johns Cup zu qualifizieren und den dritten Platz in ihrer Gruppe zu erreichen. In der nächsten Runde unterlagen sie jedoch All Saints FC im Elfmeterschießen (4:3). 2024 nahm der Club am Präsidentenpokal teil, scheiterte jedoch bereits im Achtelfinale an WE United mit 2:3.
Neben der ersten Herrenmannschaft verfügt der Verein auch über eine Erstliga-Frauenmannschaft sowie Juniorenmannschaften.

## Stadion
Die Heimspiele des Vereins werden im Windsor Park ausgetragen, der eine Kapazität von 12.000 Zuschauern bietet.